# Grb Salomonskih Otoka
Grb Solomonskih Otoka sastoji se od štita oko kojeg se nalaze krokodil i morski pas. Iznad štita je šljem s ukrasima, te stiliziranim suncem iznad.
Ispod grba je traka s državnim geslom To lead is to serve.